# Les Cassés
Les Cassés település Franciaországban, Aude megyében. Lakosainak száma 317 fő (2022. január 1.). Les Cassés Montmaur, Saint-Paulet, Bélesta-en-Lauragais, Mourvilles-Hautes és Saint-Félix-Lauragais községekkel határos.

## Népesség
A település népességének változása:
| Lakosok száma | 171  | 183  | 186  | 211  | 266  | 283  | 295  | 302  | 307  | 317  |
|               | 1968 | 1982 | 1990 | 2006 | 2013 | 2015 | 2017 | 2019 | 2020 | 2022 |